# Bouclé

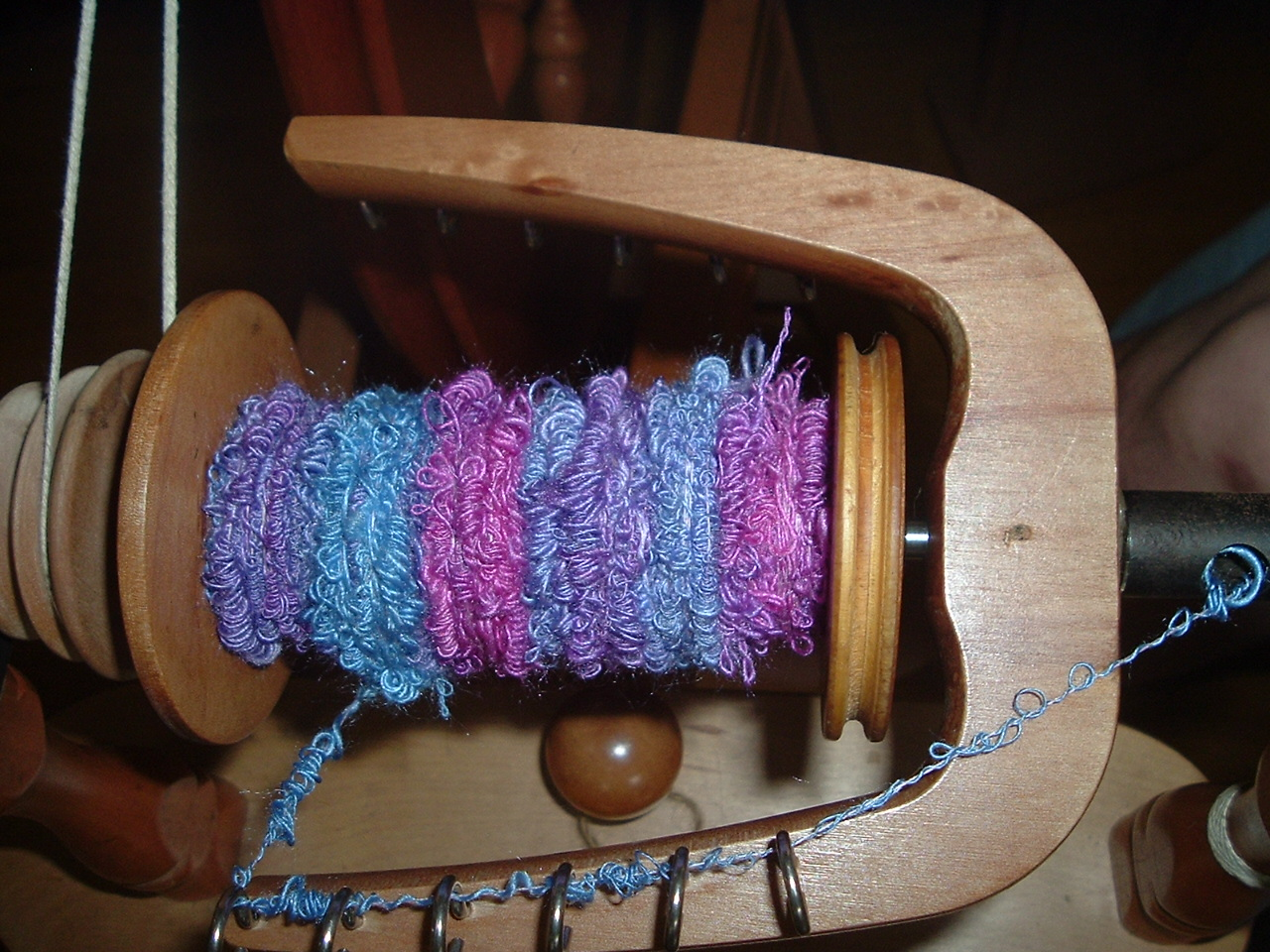
Met de hand getwijnd bouclégaren

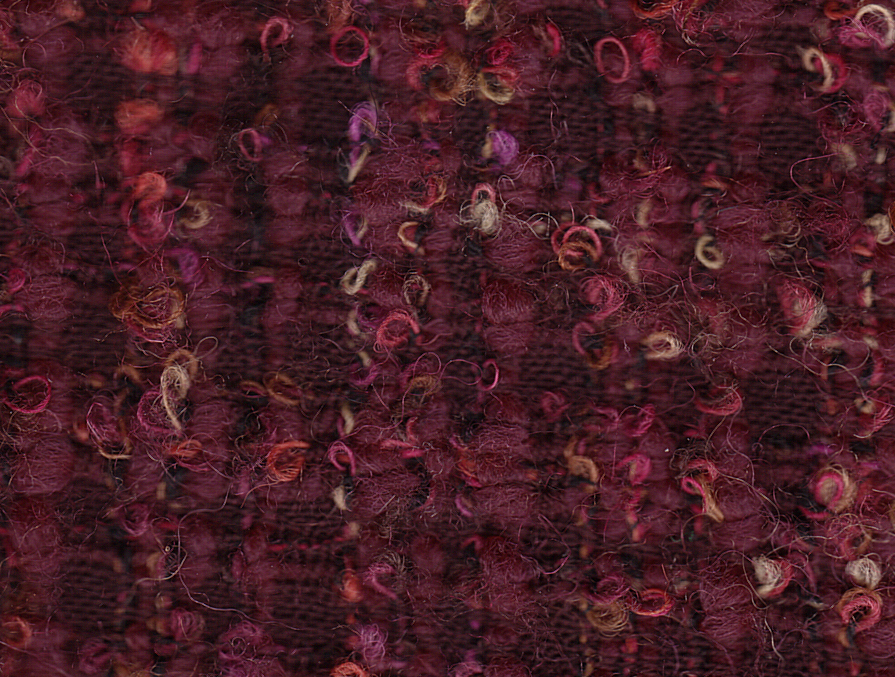
Machinaal geweven boucléweefsel

Bouclé kan zowel een bepaald type effectgaren met lusjes aanduiden, als een geweven stof met een oppervlakte van lusjes.

## Garens
Het garen bouclé wordt gemaakt door het twijnen van twee gesponnen draden, waarbij de ene draad minder op spanning staat, waardoor deze lusjes gaat vormen. Bij machinaal twijnen verschilt het aanvoertempo van de draden. Als een draadgeleider zich op korte afstand van het punt bevindt waar de draden samenkomen, worden de lusjes klein en regelmatig verdeeld.  Als deze draadgeleider zich op grotere afstand bevindt, worden de lusjes groter en onregelmatiger verdeeld.

## Stoffen
Er zijn twee soorten boucléweefsel. De eerste wordt geweven van het garen bouclé en kenmerkt zich door nopjes, lussen of krulletjes. Van Hoytema omschreef bouclégaren in 1930 als tapijtwol uit grove haarsoorten (koe- en geiten-), met noppen.
De andere soort boucléweefsel wordt verkregen doordat de draden van een toegevoegd inslagstelsel in lusjes worden gelegd. Dit is de techniek die bijvoorbeeld voor zestiende-eeuws Italiaans versierd fluweel wordt gebruikt.

## Andere toepassingen
De term bouclé wordt ook wel verwerkt in de naam van andere textielproducten die gekenmerkt worden door een oppervlakte van lusjes, bijvoorbeeld voor bouclé-moquette, dat gebruikt wordt als stoelbekleding, of bouclé-tapijt.

## Etymologie
Het woord bouclé is ontleend aan het Frans. Een boucle is een lus, ring, krul of omloop, zoals te zien is in de bijnaam van de Ronde van Frankrijk: La grande boucle. Bouclé is het bijbehorende voltooid deelwoord en betekent in het Frans gelust, in een ringvorm, gekruld.
In de betekenis 'losse kaardgaren stof' is het woord bouclé in 1905 in het Nederlands geattesteerd.